# Mapos Buang jezik
Mapos Buang jezik (ISO 639-3: bzh), austronezijski jezik na Papui Novoj Gvineji, kojim govori oko 10 500 ljudi (2000) u deset sela u provinciji Morobe, srednji tok rijeke Snake River. Ima više dijalekata: wagau, mambump, buweyeu, wins, chimbuluk, papakene, mapos.
Uz još devet jezika čini podskupinu buang. Pismo: latinica

## Vanjske poveznice
- Buang, Mapos (14th)
- Buang, Mapos (15th)